# Sonoma cascadia
Sonoma cascadia är en skalbaggsart som beskrevs av Chandler 1986. Sonoma cascadia ingår i släktet Sonoma och familjen kortvingar. Inga underarter finns listade i Catalogue of Life.